# Isabelle Alexis
 (février 2024).
Pour les articles homonymes, voir Alexis.
Œuvres principales
- Tu vas rire mais je te quitte
- Tu peux garder un secret

Isabelle Alexis, est une écrivaine française de Chick lit et ancienne actrice, née en 1972.

## Biographie
Isabelle Alexis naît en 1972,, elle a un frère, avec qui elle a 5 ans d'écart.
Elle suit les cours Florent en 1989 puis les cours de Dominique Viriot en 1991.
Elle obtient ses premiers rôles au cinéma et à la télévision en 1992.
En octobre 1995, elle tourne le téléfilm, La Leçon de plaisir. Elle apparaît également dans une scène du film Les Trois Frères. Elle y incarne une secrétaire qui donne la lettre de licenciement le concernant à Pascal Légitimus. Elle tourne aussi un épisode de Nestor Burma, L'homme au sang bleu.
En 1997, elle tourne dans Didier face à Jean-Pierre Bacri. Elle y joue Barbara, jeune femme qui provoque la jalousie de la copine du héros. La même année, elle joue dans Les Côtelettes, une pièce de théâtre de Bertrand Blier aux côtés des acteurs Philippe Noiret et Michel Bouquet.
Grande lectrice, elle se lance en 2002 dans l'écriture de son premier roman : Tu vas rire mais je te quitte. Son livre culte est Rebecca de Daphné du Maurier. Elle adore le roman Madame Bovary de Gustave Flaubert, rien que pour la phrase : « Emma retrouvait dans l’adultère toutes les platitudes du mariage ». Elle aime aussi les auteurs Frédéric Dard, Sacha Guitry, Françoise Sagan et Boris Vian.
En 2004, le succès de son second livre édité par Plon Tu peux garder un secret ? la pousse à mettre un terme à sa carrière d'actrice pour se consacrer exclusivement à l'écriture. Elle signe ensuite trois livres pour l'éditeur Albin Michel : Dès le premier soir en 2006, Tous à mes pieds en 2008 et Je n'irai pas chez le psy pour ce con en 2009. Durant cette période deux de ces livres sont portés à l'écran : Tu vas rire, mais je te quitte par Philippe Harel et Tu peux garder un secret ? par Alexandre Arcady.
Début 2011, elle coécrit Moi et ses ex une comédie pour M6 sur les familles recomposées. Ce téléfilm a été sélectionné au Festival du film de télévision de Luchon dans la catégorie « Coup de cœur ». Au mois de mars de la même année, sort Comme dans un film noir, son sixième roman, une comédie qui se mêle au polar. Elle a écrit ce livre car elle « voulait parler de la vengeance, un thème qu'elle n’avait jamais abordé ». Pour plus de crédibilité, elle a fait relire son livre par plusieurs policiers. Le mercredi 25 mai 2011, elle fait partie des écrivaines invitées au troisième Salon des femmes de lettres organisé au Cercle National des Armées.
Isabelle Alexis fait partie avec Sophie Rouvier, Tonie Behar, Adèle Bréau, Marianne Levy et Marie Vareille du Collectif d'auteures de comédies romantiques à la française. 

## Filmographie

### Cinéma
- 1992 : Room-service de Georges Lautner - Alice
- 1992 : Le Bal des casse-pieds de Yves Robert
- 1993 : La Soif de l'or de Gérard Oury
- 1994 : Cache cash de Claude Pinoteau
- 1994 : Pourquoi maman est dans mon lit ? de Patrick Malakian - Sandra Grange
- 1995 : Les Trois Frères  de Didier Bourdon et Bernard Campan - La secrétaire de CRM
- 1996 : Golden Boy  de Jean-Pierre Vergne - La shampouineuse
- 1996 : Fantôme avec chauffeur de Gérard Oury - La blonde dans la cabine d'essayage
- 1996 : Les Victimes de Patrick Grandperret
- 1997 : Didier  de Alain Chabat - Barbara
- 2001 : Les gens en maillot de bain ne sont pas (forcément) superficiels  de Éric Assous - La jeune femme au bar
- 2002 : Sexes très opposés  de Éric Assous - L'amie de Rémi
- 2003 : Tristan[2] de Philippe Harel - Claire
- 2008 : Tu peux garder un secret ?  de Alexandre Arcady - La mariée
- 2012 : Aux yeux de tous  de Cédric Jimenez et Arnaud Duprey - Nathalie

### Télévision
- 1992 : Hélène et les Garçons (série télévisée) - deux épisodes - Cécile :
  - épisode #1.64 Une amie d'enfance
  - épisode #1.65 :  Le coup de foudre
- 1992 : Goal (série télévisée) - dix épisodes[6] ;
- 1993 : Nestor Burma (série télévisée), saison 3, épisode 1 : L'homme au sang bleu : Romane
- 1994 : Flics de choc : Le dernier baroud, téléfilm d'Henri Helman
- 1995 : Les Cinq Dernières Minutes - épisode : Mort d'un géant de Pascal Goethals  (série télévisée) -
- 1995 : La Leçon de plaisir, téléfilm de Servais Mont - Suzy
- 1996 : Jamais deux sans toi...t - épisode : Opération Mozart  d' Emmanuel Fonlladosa - Eugénie
- 1998 : Pour mon fils, téléfilm de Michaëla Watteaux - Valérie
- 1999 : La Crim' - épisode#1.1 : La part du feu  (série télévisée) - Martine
- 1999 : H (série télévisée) Saison 2 épisode 16 : Une histoire de père (série télévisée) - Alice
- 2000 : Affaires familiales (série télévisée) - 3 épisodes[2] :
  - Un vrai conte de fée de Aude Marcle et Rémy Tarrier
  - L'amour d'un flic de Elisabeth Alexandre et Aude Marcle
  - Excès d'amour de Pierre-Yves Lebert et Aude Marcle
- 2000-2001 : Un gars, une fille (série télévisée) - deux épisodes.

## Théâtre
- 1997 à 1999 : Les Côtelettes[6] de Bertrand Blier : Agathe[9]

## Publications
(juin 2025).
- 04/1988 : Lache-moi, je t’aime, Michel Lafon, sous son véritable patronyme : Isabelle Cnokaert
- 06/06/2002 : Tu vas rire mais je te quitte, Plon[14] ;
- 04/03/2004 : Tu peux garder un secret ?, Plon ;
- 26/01/2006 : Dès le premier soir, Albin Michel - Réédité en livre de poche chez J'ai Lu en 2009 ;
- 26/03/2008 : Tous à mes pieds, Albin Michel - Réédité en livre de poche chez J'ai Lu en 2009[6] ;
- 03/06/2009 : Je n'irai pas chez le psy pour ce con, Albin Michel - Réédité en livre de poche chez J'ai Lu en 2010 ;
- 17/06/2010 : Brèves de filles, un festival anti-machos, Bourin ;
- 09/03/2011 : Comme dans un film noir, Flammarion - Réédité en livre de poche chez J'ai Lu en 2013[15] ;
- 27/04/2013 : Ta vie est belle, Flammarion - Réédité en livre de poche chez J'ai Lu en 2014.

### Nouvelles au profit de #ProtègeTonSoignant
- Tonie Behar, Adèle Bréau, Sophie Henrionnet, Carine Pitocchi, Julien Rampin, Pascale Rault-Delmas, Clarisse Sabard, Laura Trompette, Marie Vareille, Isabelle Alexis, Emmène-moi, Éditions Charleston, 182p, 2020  (ISBN 978-2368125670)

### Critiques
Delphine Peras et Baptiste Liger de Lire écrivent le 1er mai 2006 que Dès le premier soir est un roman « mal écrit, pas drôle et singulièrement ringard » et que ses héroïnes sont « vindicatives, vulgaires et caricaturales »,. Le 8 mai 2008, Delphine Peras écrit que dans Tous à mes pieds, Isabelle Alexis utilise les thèmes de la Chick lit « sur un mode léger, voire simpliste ».
Le 15 mai 2013, la romancière et blogeuse littéraire Tonie Behar indique sur son site que dans Ta vie est belle, « Isabelle Alexis tisse une fable humoristique et brosse avec délice les travers et manies d’un petit monde parisien ».

### Adaptations cinéma et télévision
- En 2005, Philippe Harel réalise Tu vas rire, mais je te quitte, une adaptation de son roman.
- En 2008, Alexandre Arcady[20]  réalise Tu peux garder un secret ?, une adaptation de son roman.
- Le 16 juin 2011[21] : Moi et ses ex de Vincent Giovanni - cosigne le scénario de ce téléfilm avec Claire Lemaréchal[22].